# Engelhardt (Familienname)
Engelhardt ist ein deutscher Familienname.

## Namensträger

### A
- Adolf Engelhardt (1857–nach 1936), deutscher Historiker
- Alexander von Engelhardt (1885–1960), deutsch-baltischer Arzt und Medizinhistoriker
- Alexander Engelhardt (Kampfsportler), niederländischer Kampfsportler und Kampfsportfunktionär
- Alexander Engelhardt (Handballspieler) (* 1996), deutscher Handballspieler
- Alexander Bogdanowitsch Engelhardt (1795–1859), russischer General
- Alexander Nikolajewitsch Engelhardt (1832–1893), russischer Agrochemiker
- Alexandra Engelhardt (* 1982), deutsche Ringerin
- Alexandra von Engelhardt (1754–1838), russische Adlige, Hofdame von Katharina II.
- Alfred Engelhardt (Chemiker) (1888–1972), deutscher Chemiker und Politiker (CDU)
- Alfred Engelhardt (Offizier) (1891–1974), deutscher Generalmajor
- Alwin Engelhardt (1875–1940), deutscher Scharfrichter
- Andreas Engelhardt (Mediziner) († um 1680), deutscher Mediziner
- Andreas Engelhardt (Unternehmer) (* 1960), deutscher Manager, Unternehmer und Politiker (CDU), MdL Nordrhein-Westfalen
- Andreas Engelhardt (Manager, 1964) (* 1964), deutscher Manager und Berater
- Anna Nikolajewna Engelhardt (1838–1903), russische Publizistin, Übersetzerin und Frauenrechtlerin
- August Engelhardt (1875–1919), deutscher Sektengründer

### B
- Basil von Engelhardt (1828–1915), deutsch-baltischer Astronom
- Bettina Engelhardt (* 1971), deutsche Schauspielerin
- Brett Engelhardt (* 1980), US-amerikanischer Eishockeyspieler
- Britta Engelhardt (* 1962), deutsche Biologin und Immunologin

### C
- Carl Engelhardt (1901–1955), deutscher Politiker (NSDAP), Bürgermeister von Eberbach
- Charlotte Engelhardt, Geburtsname von Charlotte Würdig (* 1978), deutsche Moderatorin und Schauspielerin
- Christian Engelhardt (Politiker) (* 1972), deutscher Rechtswissenschaftler und Politiker (CDU)
- Christian Engelhardt (Musiker), deutscher Sänger, Gitarrist und Komponist
- Christian Moritz Engelhardt (1775–1858), deutscher Archäologe und Schriftsteller
- Christoph Engelhardt (* 1965), deutscher Physiker und Unternehmer
- Conrad Engelhardt (1898–1973), deutscher Konteradmiral

### D
- Dieter Engelhardt (Leichtathlet) (* 1926), deutscher Marathonläufer
- Dieter Engelhardt (Fußballspieler) (1938–2018), deutscher Fußballspieler
- Dietrich von Engelhardt (1941–2025), deutscher Wissenschafts- und Medizinhistoriker

### E
- Eberhard Engelhardt (1905–1991), deutscher Rechtsanwalt
- Edeltraud Engelhardt (1917–1999), deutsche Scherenschnittkünstlerin und Regisseurin
- Eduard Engelhardt (1803–1871), deutscher Schauspieler, Regisseur und Theaterleiter
- Elisabeth Engelhardt (1925–1978), deutsche Schriftstellerin, Malerin und Näherin
- Emil Engelhardt (1887–1961), deutscher Theologe
- Erik Engelhardt (* 1998), deutscher Fußballspieler
- Ernst Julius Engelhardt (1836–1889), deutscher Schauspieler
- Ewald Engelhardt (1879–1976), deutscher Maler und Heimatforscher

### F
- Felix Engelhardt (* 2000), deutscher Radrennfahrer
- Florian Engelhardt (* 2003), deutscher Fußballspieler
- Frank Engelhardt (1946–2024), deutscher Synchronsprecher
- Franz Engelhardt (Geistlicher), deutscher Geistlicher, Generalvikar in Mainz
- Franz Engelhardt (Politiker) (1879–1944), deutscher Politiker (USPD, SPD)
- Franz Xaver Engelhardt (1861–1924), deutscher Kirchenmusiker und Komponist, siehe Franz Xaver Engelhart
- Friedrich Engelhardt (1913–1994), deutscher Chemiker
- Friedrich Bernhard Engelhardt (1768–1854), Topograph, Kartograph des preußischen Staats
- Fritz Engelhardt, deutscher Automobilrennfahrer

### G
- Georg Engelhardt (Politiker) (1603–1655), deutscher Jurist und Gesandter bei den Westfälischen Friedensverhandlungen
- Georg von Engelhardt (1775–1862), baltischer Pädagoge und Herausgeber
- Georg Engelhardt (Maler) (1823–1883), deutscher Maler
- Georg Engelhardt (Theologe) (1901–1971), deutscher Theologe
- Georg Engelhardt (Fußballspieler) (1935–2016), deutscher Fußballspieler
- Georg Engelhardt (Schachspieler) (1936–2013), deutscher Fernschachspieler
- Georg Engelhardt (Rennfahrer) (* 1961), deutscher Rennfahrer
- Georg Hermann Engelhardt (1855–1934), deutscher Maler
- Gisela Engelhardt (* 1936), deutsche Schauspielerin und Autorin
- Götz Engelhardt (1931–2018), deutscher Versicherungsmanager
- Gunther Engelhardt (1932–2018), deutscher Ökonom und Finanzwissenschaftler
- Günter Engelhardt (1934–2010), deutscher Politiker (SPD)
- Gustav Friedrich von Engelhardt (1732–1798), estnischer Politiker

### H
- Hanns Engelhardt (* 1934), deutscher Jurist und Richter
- Hans Engelhardt (Baumeister) († 1571), deutscher Baumeister
- Hans Engelhardt (Politiker) (1892–1968), deutscher Politiker (CSU), MdL Bayern
- Hans Engelhardt (Richter), deutscher Patentrichter
- Heike Engelhardt (* 1961), deutsche Grund- und Hauptschullehrerin und Politikerin der Sozialdemokratischen Partei Deutschlands
- Heinrich Engelhardt (Dichter) (1767–1815), deutscher Dichter
- Heinrich Engelhardt (Politiker) (1922–2003), deutscher Politiker (CDU)
- Heinz Engelhardt (Politiker) (1930–2012), deutscher Mediziner und Politiker (SPD)
- Heinz Engelhardt (Chemiker) (* 1936), deutscher Chemiker
- Heinz Engelhardt (MfS-Mitarbeiter) (* 1944), deutscher Generalmajor beim Ministerium für Staatssicherheit
- Hellmuth Otto Engelhardt (1909–?), deutscher Lyriker
- Helmut Engelhardt (* 1950), deutscher Jurist und Richter
- Helvig Conrad Engelhardt (1825–1881), dänischer Archäologe
- Henriette Engelhardt-Wölfler (* 1968), deutsche Demografin
- Hermann Engelhardt (Paläontologe) (1839–1918), deutscher Paläontologe
- Hermann von Engelhardt (1853–1914), deutscher Maler
- Hermann Engelhardt (Bildhauer) (1874–1915), deutscher Bildhauer
- Horst Engelhardt (1951–2014), deutscher Bildhauer

### I
- Ingeborg Engelhardt (1904–1990), deutsche Schriftstellerin
- Isrun Engelhardt (1941–2022), deutsche Historikerin und Tibetologin

### J
- Jasper Engelhardt (* 1994), Schweizer Schauspieler
- Johann Andreas Engelhardt (1804–1866), deutscher Orgelbauer
- Johannes Engelhardt (1927–1990), deutscher Unternehmer, Steinmetz und Bildhauer
- Jörg Engelhardt (* 1968), deutscher Handballspieler und -trainer
- Josef Engelhardt (1872–1951), deutscher Landwirt und Politiker (Zentrum), MdL Baden

### K
- Karl Engelhardt (Schriftsteller) (1861–1924), deutscher Schriftsteller und Violinist
- Karl Engelhardt (Pfarrer) (1874–1942), deutscher Pfarrer und Autor
- Karl Engelhardt (Ringer), deutscher Ringer
- Karl Engelhardt (Politiker) (1876–1955), deutscher Lehrer und Politiker (SPD)
- Karl Engelhardt (Fußballspieler), deutscher Fußballspieler und -trainer
- Karl August Engelhardt (1768–1834), deutscher Pädagoge
- Karl Theodor Engelhardt (1926–1988), deutscher Politiker (SPD)
- Kerstin Engelhardt-Blum (* 1971), deutsche Juristin, Regierungspräsidentin von Mittelfranken
- Klaus Engelhardt (* 1932), deutscher Theologe und Geistlicher
- Konrad Engelhardt (1861–1917), deutscher Verwaltungsbeamter

### L
- Leopold Engelhardt (?–1922),  deutscher Unternehmer und Zigarrenfabrikant
- Lothar Engelhardt (1939–2010), deutscher Generalmajor
- Ludwig Engelhardt (1924–2001), deutscher Bildhauer

### M
- Manfred Engelhardt (Journalist) (* 1929), deutscher Journalist und Parteifunktionär (SED)
- Manfred Engelhardt (General) (* 1951), deutscher General
- Manja von Engelhardt, deutsch-baltische Malerin, Bildhauerin und Medailleurin
- Marc Engelhardt (* 1971), deutscher Journalist und Autor
- Marcel Engelhardt (* 1993), deutscher Fußballspieler
- Marco Engelhardt (* 1980), deutscher Fußballspieler
- Marcus Engelhardt Møller (* 2006), dänischer Basketballspieler
- Markus Engelhardt (* 1956), deutscher Musikwissenschaftler
- Martin Engelhardt (* 1960), deutscher Arzt und Sportfunktionär
- Maurice Engelhardt (* 1983), deutscher E-Sportler
- Max Engelhardt (Komponist) (1860–nach 1921), deutscher Komponist, Musiker und Verleger
- Max Engelhardt (Schauspieler) (um 1870–1941), deutscher Schauspieler
- Max Engelhardt (Mathematiker) (* 1939), US-amerikanischer Mathematiker und Hochschullehrer
- Meret Engelhardt (* 1988), österreichische Schauspielerin
- Michael Engelhardt (Mediziner) (1601–1684), deutscher Mediziner und Bibliothekar
- Michael von Engelhardt (1943–2023), deutscher Soziologe und Hochschullehrer
- Michael Engelhardt (Maler) (* 1952), deutscher Maler
- Moritz Engelhardt (1775–1858), deutscher Schriftsteller und Archäologe
- Moritz von Engelhardt (Mineraloge) (1778–1842), deutsch-baltischer Mineraloge
- Moritz von Engelhardt (Theologe) (1828–1881), deutsch-baltischer Theologe

### N
- Natalja Jewgenjewna Garschina-Engelhardt (1887–1930), russisch-sowjetische Kunsthistorikerin und Archäologin

### O
- Olaf Engelhardt (* 1951), deutscher Segler
- Ottmar Engelhardt (1929–2001), deutscher Lehrer und Heimatforscher
- Otto Engelhardt (Ingenieur) (1866–1936), deutsch-spanischer Ingenieur und Mäzen
- Otto Engelhardt (Lepidopterologe) (1910–1995), deutscher Mediziner und Schmetterlingskundler
- Otto Engelhardt-Kyffhäuser (1884–1965), deutscher Maler und Kunsterzieher

### P
- Paul Engelhardt (1868–1911), deutscher Pilot, siehe Paul Engelhard
- Paul Engelhardt (Architekt) (1882–nach 1929), deutscher Architekt, Autor, Maler und Zeichner
- Paulus Engelhardt (1921–2014), deutscher römisch-katholischer Philosoph
- Pawel Wassiljewitsch Engelhardt (1798–1849), russischer Großgrundbesitzer und Offizier
- Peter Engelhardt (* 1982), deutscher Ringer
- Philipp Engelhardt (1866–1951), deutscher Generalmajor

### R
- Ralf Engelhardt (Rennfahrer), deutscher Motorradrennfahrer
- Ralf Engelhardt (Schriftsteller) (* 1961), deutscher Schriftsteller
- Richard Engelhardt (* vor 1950), US-amerikanischer Anthropologe und Archäologe
- Robert Engelhardt (1854–1897), deutscher Heimatforscher
- Robert von Engelhardt (1862–1936), deutsch-baltischer Landschaftsmaler
- Rolf Engelhardt (* 1931), deutscher Heimatforscher
- Rudolf von Engelhardt (1857–1913), deutsch-baltischer Architekt
- Rudolf Engelhardt (Meereskundler) (1870–??), deutscher Meeresforscher
- Rudolf Engelhardt (Heimatforscher) (1894–1990), deutscher Heimatforscher
- Rudolf Engelhardt (Pädagoge) (1919–2008), deutscher Lehrer und Autor
- Rudolph Engelhardt (auch Rudolph Engelhardt-Kabilla; um 1849–1886), deutscher Sänger (Tenor)

### S
- Svenja Engelhardt (* 1988), deutsche Volleyball- und Beachvolleyballspielerin

### T
- Tatjana Wassiljewna Engelhardt (1769–1841), russische Hofdame und Mäzenin
- Theobald Engelhardt (1851–1935), US-amerikanischer Architekt
- Theodor Engelhardt (1867/1868–1927), deutscher Jurist
- Thomas Engelhardt (* 1950), deutscher Historiker und Museumsleiter
- Tom Engelhardt (* 1944), US-amerikanischer Blogger und Kritiker

### U
- Ulrich Engelhardt (* 1940), deutscher Historiker und Hochschullehrer
- Ute Engelhardt (* 1956), deutsche Sinologin

### V
- Veit Engelhardt (1791–1855), deutscher Theologe
- Victor Josef Karl Engelhardt (1866–1944), österreichischer Chemiker
- Volker Engelhardt (1910–1983), deutscher Maler und Grafiker

### W
- Walter Engelhardt (Politiker, I), deutscher Politiker, Staatsminister in Reuß jüngerer Linie
- Walter von Engelhardt (1864–1940), deutsch-baltischer Gartenarchitekt
- Walter Engelhardt (Admiral) (1867–1943), deutscher Vizeadmiral
- Walter Engelhardt (Fotograf) (1903–1971), deutscher Fotograf
- Walter Engelhardt (Architekt) (1908–nach 1977), deutscher Architekt
- Walter Engelhardt (Politiker, 1939) (1939–2022), deutscher Politiker (SPD), MdL Bayern
- Walter Albert Engelhardt (1893–1956), US-amerikanischer Maler
- Wassili Pawlowitsch von Engelhardt (1828–1915), russischer Astronom und Sammler
- Wassili Wassiljewitsch Engelhardt (1758–1828), deutschbaltisch-russischer Offizier und Staatsmann
- Werner Engelhardt (Sammler) (Kripperl-Doktor; 1908–1979), deutscher Arzt und Krippensammler
- Werner Hans Engelhardt (1932–2018), deutscher Wirtschaftswissenschaftler
- Werner Wilhelm Engelhardt (1926–2021), deutscher Sozial- und Wirtschaftswissenschaftler und Hochschullehrer
- Werny Engelhardt (1910?–1982), deutscher Musiker und Komponist
- Wilfried von Engelhardt (1928–2015), deutscher Pilot
- Wilhelm Engelhardt (Offizier) (1754–1818), deutscher Offizier
- Wilhelm Engelhardt (1813–1902), deutscher Maler und Bildhauer, siehe Wilhelm Engelhard (Künstler)
- Wilhelm Engelhardt (Jurist) (1827–1896), deutscher Jurist und Militärbeamter
- Wilhelm Engelhardt (Brauer) (1834–1895), deutscher Brauer
- Wilhelm Engelhardt (Autor) (1851–??), deutscher Mundartautor
- Wilhelm Engelhardt (Regisseur) (* 1952), österreichischer Filmregisseur und Drehbuchautor
- Willi Engelhardt (Maler) (1900–1983), deutscher Maler und Gebrauchsgrafiker
- Willi Engelhardt (Fußballspieler) (1907–1992), deutscher Fußballspieler
- Wladimir Alexandrowitsch Engelhardt (1894–1984), russischer Biochemiker
- Wolf von Engelhardt (1910–2008), deutsch-baltischer Geologe und Mineraloge
- Wolfgang Engelhardt (1922–2006), deutscher Biologe und Naturschützer
- Wolfgang von Engelhardt (* 1932), deutscher Tiermediziner und Hochschullehrer

### Y
- Yannik Engelhardt (* 2001), deutscher Fußballspieler